# Front zur Befreiung der Gartenzwerge

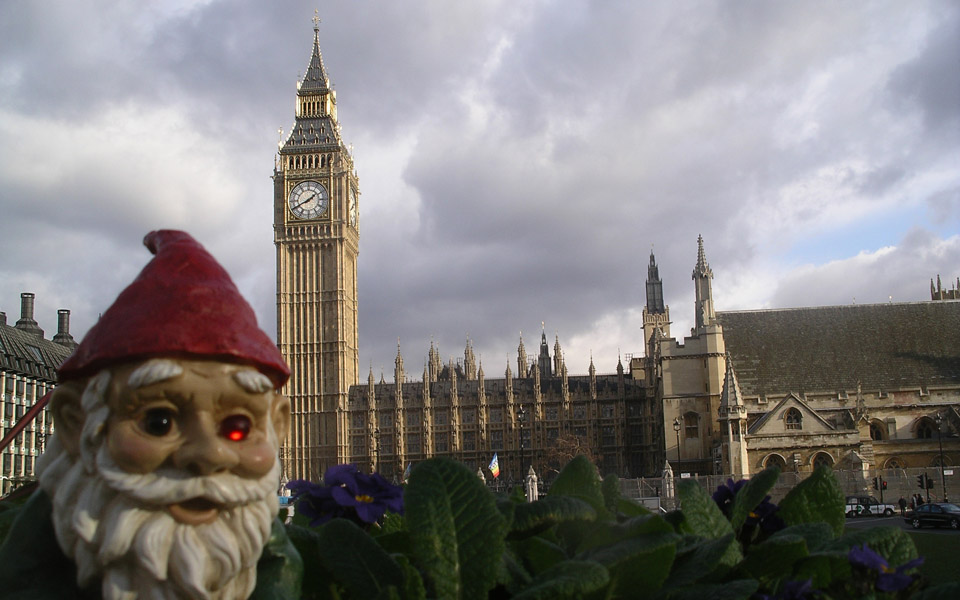
„Reisender Gartenzwerg“ in London

 Die Front zur Befreiung der Gartenzwerge (französisch: Front de libération des nains de jardin; italienisch MALAG) ist laut eigener Aussage eine „nichtkommerzielle Vereinigung mit dem Ziel, Gartenzwerge zu befreien“. Zu diesem Zweck führt sie verdeckte Aktionen durch, in denen sie Gartenzwerge aus Gärten entwendet und an anderen Orten neu arrangiert – meist in freier Natur als „natürlichem Lebensraum des Gartenzwergs“. Nach deutschem Strafrecht kann dies den Tatbestand des Hausfriedensbruchs erfüllen. Je nachdem, ob eine Zueignungsabsicht vorliegt, liegt ferner eine Sachentziehung oder aber Diebstahl vor. Sachentziehung ist laut § 135 StGB strafbar, wenn die Wegnahme des Gartenzwergs dauerhaft erfolgt.

## Geschichtliche Entwicklung
Die Organisation trat erstmals 1996 in Frankreich in Erscheinung, als sie in Alençon im Département Orne Gartenzwerge aus Vorgärten stahl. Diese Gruppe blieb bis Januar 1997 aktiv. Später spaltete sich die französische Front in mehrere Gruppen auf. Neben den Aktionen in Frankreich haben sich inzwischen auch im benachbarten Ausland (Schweiz, Italien, Spanien, Deutschland) sowie in Nordamerika Nachahmer bzw. Ableger der Organisation gefunden.

## Art der „Befreiungen“
In einigen Fällen hinterlassen die Diebe ihren Opfern eine Nachricht, wo sie ihre Gartenzwerge wieder auffinden können, so dass in diesen Fällen juristisch kein Diebstahl vorliegt. In anderen Fällen gab es keine solche Nachricht, dafür jedoch Verurteilungen wegen Diebstahls.
Eine andere Variante ist der „Gartenzwerg auf Reisen“, bei dem ein entwendeter Gartenzwerg an wechselnden Orten fotografiert wird. Die so entstandenen Bilder werden regelmäßig per Post anonym an die Adresse des rechtmäßigen Besitzers geschickt, so dass dieser den Weg seines „befreiten“ Gartenzwergs nachverfolgen kann. Da der Gartenzwerg seinem rechtmäßigen Besitzer bei dieser Variante dauerhaft entzogen wird, erfüllt dies den Tatbestand des Diebstahls.
Die gestohlenen Gartenzwerge werden in der Regel gefunden und von der Polizei an ihre rechtmäßigen Besitzer zurückgegeben.
Der Diebstahl der Gartenzwerge trifft bei den Betroffenen oft auf Unverständnis.